# Petromyscus
Petromyscus és un gènere de rosegadors de la família dels nesòmids. Viuen a l'Àfrica Meridional. Actualment es tracta de l'únic gènere de la subfamília dels petromiscins, que fins al 2005 també incloïa l'espècie Delanymys brooksi. Els representants d'aquest grup tenen una llargada de cap a gropa de 7–9 cm i una cua de 8–10 cm. Tenen el dors marró o gris i el ventre blanc. De dia s'amaguen a les fissures de les roques i de nit surten a buscar aliment.